# سو ئه
این یک نام کره‌ای است؛ نام خانوادگی پارک است.
پارک سوئه (کره‌ای: 박수애؛ زادهٔ ۱۶ سپتامبر ۱۹۷۹) که بیشتر با نام سوئه (کره‌ای: 수애) شناخته می‌شود، بازیگر اهل کره جنوبی است.

## زندگی هنری
مهارت سو ئه در اجرای نقش‌های پر سوز و گداز موجب شده‌است که لقب «ملکهٔ اشک‌ها» برازنده‌اش باشد. او همچنین به داشتن صدایی رسا و محکم و چهره‌ای سرد و خنثی معروف است. او بازیگری را از سال ۲۰۰۲ آغاز کرد و با بازی در نقش اول سریال تلویزیونی نامه عاشقانه در سال ۲۰۰۳ به شهرت رسید؛ و بعد در فیلم تاریخی امپراتور دریا در سال ۲۰۰۴ میلادی ایفای نقش کرد که باعث شد در ایران شناخته شود.
شباهت چهره سو ئه به جونگ یون هه (بازیگر معروف دهه ۸۰) موجب شده تا به «جونگ یون هه کوچولو» (리틀 정윤희) معروف شود.

## زندگی شخصی
سو ئه از مدرسه ابتدایی کو آم (구암 초등학교) فارغ‌التحصیل شده، بعد به مدرسه راهنمایی دانگ کوک (당곡중학교) رفته و آن‌گاه وارد دبیرستان بازرگانی کیونگ-کی (경기여자상업고등학교) شد. او به‌دلیل فقر خانواده‌اش به دانشگاه نرفت.

## فیلم‌شناسی

### فیلم
| سال  | عنوان            | نقش          |
| ---- | ---------------- | ------------ |
| ۲۰۰۴ | یک خانواده       | لی جونگ اون  |
| ۲۰۰۵ | کمپین ازدواج     | کیم لارا     |
| ۲۰۰۶ | یکبار در تابستان | سو جونگ این  |
| ۲۰۰۸ | سانی             | سون یی/ سانی |
| ۲۰۰۹ | شمشیر بدون نام   | مین جا یونگ  |
| ۲۰۱۰ | نیمه‌شب اف‌ام      | کو سون یونگ  |
| ۲۰۱۳ | آنفلوانزا        | کیم این هه   |
| ۲۰۱۶ | تیک آف ۲         | جی وون       |
| ۲۰۱۸ | قشر مرفه         | اوه سو یون   |

### مجموعه تلویزیونی
| سال  | عنوان                         | نقش                  | شبکه     |
| ---- | ----------------------------- | -------------------- | -------- |
| ۱۹۹۹ | مدرسه ۲                       | بازیگر مهمان         | کی‌بی‌اس۱  |
| ۲۰۰۲ | ام‌بی‌سی بست تئاتر: عشق یک طرفه |                      | ام‌بی‌سی   |
| ۲۰۰۲ | دوران طلایی                   | هو جو یون            | ام‌بی‌سی   |
| ۲۰۰۳ | نامه عاشقانه                  | جو اون‌ها             | ام‌بی‌سی   |
| ۲۰۰۳ | چرخ و فلک                     | سونگ جین کیو         | ام‌بی‌سی   |
| ۲۰۰۴ | بوسه آوریل                    | سونگ چه وون          | کی‌بی‌اس۲  |
| ۲۰۰۴ | امپراتور دریا                 | بانو جانگ هوا        | کی‌بی‌اس۲  |
| ۲۰۰۷ | نه آخر دو بیرون               | هونگ نان هی          | ام‌بی‌سی   |
| ۲۰۱۰ | آتنا: الهه جنگ                | یون هه این           | اس‌بی‌اس   |
| ۲۰۱۱ | عهد هزار روزه                 | لی سو یون            | اس‌بی‌اس   |
| ۲۰۱۳ | ملکه جاه‌طلب                   | جو دا هه             | اس‌بی‌اس   |
| ۲۰۱۵ | ماسک                          | بیون جی سوک/سو اون‌ها | اس‌بی‌اس   |
| ۲۰۱۶ | غریبه شیرین و من              | هونگ نا ری           | کی‌بی‌اس۲  |
| ۲۰۲۱ | شهر ساختگی                    | یون جه هی            | جی‌تی‌بی‌سی |